# Jean Germain (Bischof, um 1400)
Jean Germain (* um 1400 in Cluny; † 2. Februar 1461 auf Schloss La Salle (Saône-et-Loire)) war ein französischer Prälat des 15. Jahrhunderts; er war von 1430 bis 1436 Bischof von Nevers und von 1436 bis 1461 Bischof von Chalon-sur-Saône.

## Leben
Nach dem Tod von Robert de Dangeau wählten die Domherren von Nevers Pierre de Pougues zu dessen Nachfolger. Diese Wahl blieb ohne Anerkennung und Papst Martin V. ernannte Jean Germain, einen Weltpriester, Dekan der Sainte-Chapelle de Dijon und Doktor der Theologie. Herzog Philipp der Gute macht ihn 1431 zum ersten Kanzler seines Ordens vom Goldenen Vlies, den er gerade in Brügge gegründet hatte. Im Jahr 1433 delegierte Herzog Philipp ihn, in seinem Namen auf dem Konzil von Basel zu sprechen.
Jean Germain unterschrieb als Abgeordneter des Konzils den Vertrag von Arras (1435), der König Karl VII. und Herzog Philipp versöhnte.
1436 wurde Jean Germain in das Bistum Chalon-sur-Saône versetzt – er war der zweite seines Namens in diesem Bistum, der erste Jean Germain hatte diesen Sitz von 1357 bis 1361 inne.
Dort ließ er die Steingewölbe der Kathedrale Saint-Vincent fertigstellen. 1448 widmete er die Kirche Sainte-Madeleine in Tournus und die Kirche Sainte-Marie in einem Vorort von Chalon-sur-Saône. 1452 segnete er den Grundstein des Franziskanerklosters, das Herzog Philipp in Chalon errichten ließ.
Jean Germain ist der Autor von:
- zwei Büchern über die Unbefleckte Empfängnis der Jungfrau Maria, die Herzog Philipp gewidmet sind;
- fünf Büchern gegen Muslime und Ungläubige sowie gegen den Koran;
- einem Buch gegen die Häresie des Augustinus von Rom;
- Kommentare zu den vier Büchern Sententiae des Petrus Lombardus.

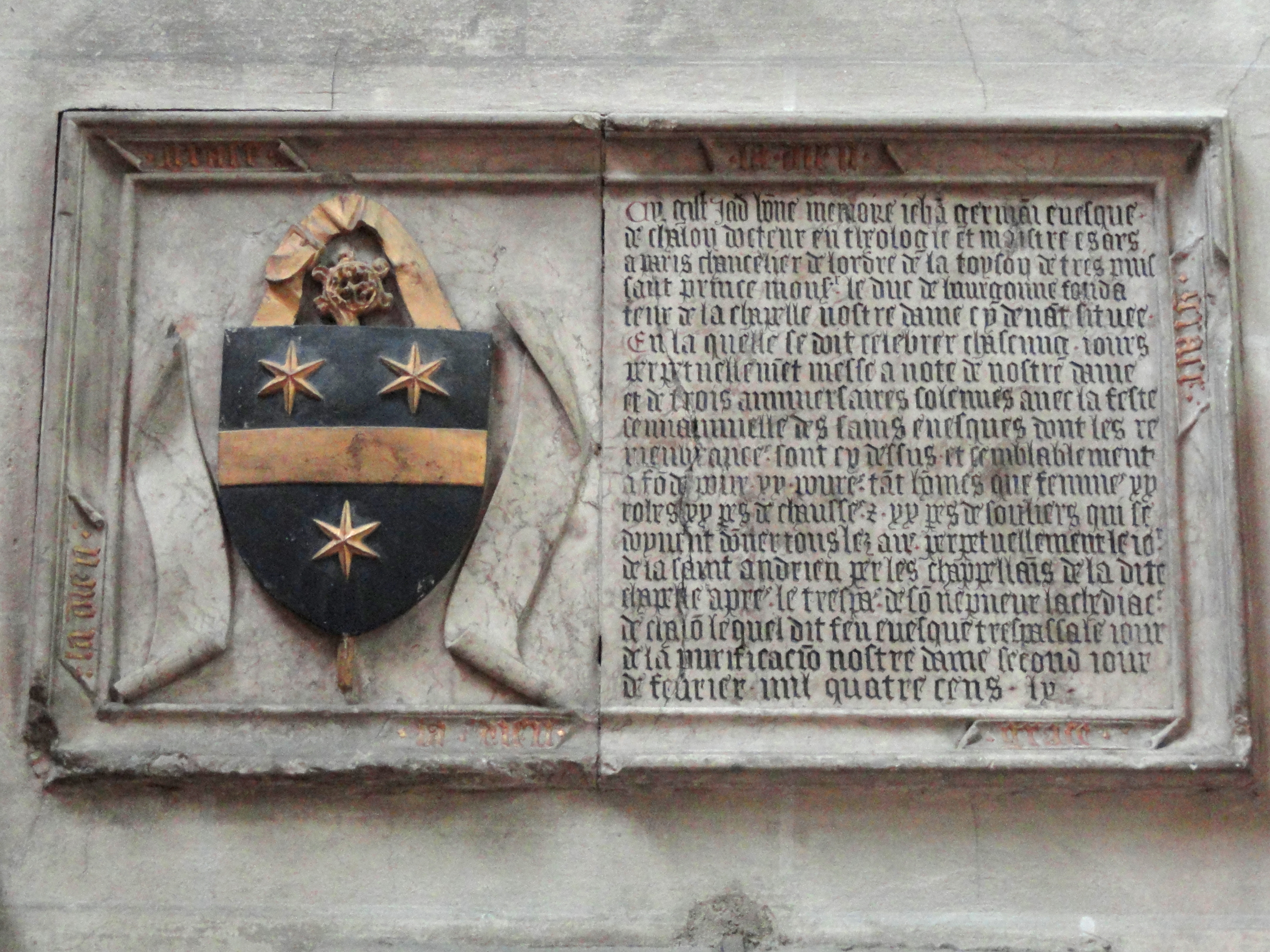
Jean Germains Epitaph in der Kathedrale Saint-Vincent in Chalon-sur-Saône

Er starb am 2. Februar 1461 im Château de la Salle in La Salle im heutigen Département Saône-et-Loire. Er wurde in der Kathedrale Saint-Vincent in Chalon-sur-Saône beigesetzt. Sein sehr gut erhaltenes Epitaph ist dort noch zu sehen, zusammen mit seinem geschnitzten und gemalten Wappen an der Wand neben der Tür, die zum Kreuzgang der Kathedrale im südlichen Querschiff führt.